# Seasonal Film Corporation
Seasonal Film Corporation (思遠影業公司) est une ancienne société de production de cinéma hongkongaise ayant existé de 1974 à 2008. Elle était l'une des compagnies cinématographiques indépendantes les plus connues de Hong Kong et a travaillé avec de nombreuses vedettes de films d'arts martiaux telles que Jackie Chan, Hwang Jang-lee, Jean-Claude Van Damme, Yuen Woo-ping, Bruce Liang, Alan Chui Chung-san et Corey Yuen.

## Histoire
Fondée à Hong Kong en 1974 par Ng See-yuen, ancien assistant réalisateur chez la Shaw Brothers, elle débute avec des films de bruceploitation tels que Call me Dragon, avec Bruce Liang, Bruce Lee, D-Day at Macao (en) (Little Superman) et Kidnap in Rome, une co-production avec l'Europe. Sa popularité augmente avec la sortie de Secret Rivals (en) en 1976, grâce auquel Ng See-yuen attire davantage l'attention de nombreux réalisateurs et gagne rapidement en popularité à Hong Kong.

### Popularité
La compagnie devient très populaire avec les premiers films de Yuen Woo-ping : Le Maître chinois (1978) et Le Chinois se déchaîne (1978) avec Jackie Chan et Hwang Jang-lee. Donnant sa chance à Jackie Chan de développer davantage le mélange de la comédie et du kung-fu, ces deux films lui permettent non seulement de devenir très célèbre, mais donnent également à la Seasonal Film de Ng See-yuen une indépendance confortable.
Sa popularité décline peu après, malgré la sortie des premiers films de Tsui Hark : The Butterfly Murders (1979) et Histoire de cannibales (1980).
La société est également responsable d'une coproduction avec le Japon pour le premier film de Corey Yuen, Ninja in the Dragon's Den (en) avec Conan Lee (en) et Hiroyuki Sanada, qui popularise les films de ninjas à Hong Kong et qui connait également le succès sur le marché japonais.

### Hollywood
Ng See-yuen commence à étendre sa société de production avec des films de kickboxing de style américain en association avec New World Pictures, comme avec la trilogie des No Retreat, No Surrender de 1986 à 1989.
Certains films hollywoodiens de la Seasonal Film permettent le décollage de la carrière de plusieurs vedettes telles que Jean-Claude Van Damme et Kurt McKinney qui font tous les deux leurs débuts dans Le Tigre rouge (1986).

### Fermeture
L'un des derniers films de la compagnie est Legendary Assassin (en) (2008) de Wu Jing. La société ferme ensuite ses portes fin 2008. Ng See-yuen devient plus tard président de plusieurs sociétés du productions de Hong Kong.

## Filmographie
- Bloody Fist (1972)
- Bruce Lee, D-Day at Macao (en) (Little Superman) (1974)
- Call me Dragon (1974)
- Anti Corruption (1975)
- Secret Rivals (en)(1976)
- Secret Rivals 2 (en) (1977)
- What Price? - Stardom (1977)
- Le Maître chinois (1978)
- Le Chinois se déchaîne (1978)
- Erotic Dreams of Red Chamber (1978)
- Kung Fu Vs. Yoga (en) (1979)
- Dance of the Drunk Mantis (en) (1979)
- The Butterfly Murders (1979)
- Two for the Road (1980)
- Histoire de cannibales (1980)
- Without a Promised Land (1980)
- Lackey and the Lady Tiger (1980)
- The Ring of Death (1980)
- Two Fists Against the Law (en) (1980)
- The Sweet and Sour Cop (1981)
- Le Jeu de la mort 2 (1981)
- Legend of a Fighter (1982)
- Ninja in the Dragon's Den (en) (1982)
- The Head Hunter (en) (1982)
- The Unwritten Law (1985)
- Walks on Fire (1987)
- Mister Mistress (1988)
- All for the Winner (1990)
- Dragon Gate Inn (1992)
- Double Dragon (1992)
- Green Snake (1993)
- Evening Liaison (1996)
- Bloodmoon (en) (1997)
- Deja Vu (1999)
- Legendary Assassin (en) (2008)

### Documentaires
- The Art of High Impact Kicking' (1981)
- Tiger and Crane Shaolin Kung Fu (1981)

### Films hollywoodiens
- No Retreat, No Surrender (1986)
- No Retreat, No Surrender 2 (en) (1987)
- No Retreat, No Surrender 3: Blood Brothers (en) (1989)
- The King of the Kickboxers (en) (1990)
- American Shaolin (en) (1991)
- Superfights (en) (1995)